# Aron Demetz
Aron Demetz (* 1972 in Sterzing, Südtirol) ist ein italienischer Holzbildhauer.

## Künstlerischer Werdegang
Aron Demetz entstammt einer alten ladinischen Bildhauerfamilie aus Gröden (it.: Val Gardena, lad.: Gherdëina); der Name Demetz bedeutet übersetzt von fern. Demetz lernte ab 1986 an der Kunstschule in Wolkenstein in Gröden die Holzbildhauerei und besuchte anschließend bis 1993 die dortige Landesberufsschule für Holzbildhauer, Holzschnitzer und Fassmaler. Er orientierte sich an Bildhauern wie Willy Verginer und anderen fortschrittlichen Grödner Künstlern. 1997/98 ergänzte er diese Ausbildung mit einem Studium der Bildhauerei bei Christian Höpfner an der Akademie der Bildenden Künste Nürnberg.
Seitdem bestritt Demetz eine Vielzahl von internationalen Gruppen- und Einzelausstellungen in Europa, Asien und den USA. Im Januar 2010 wurde er für drei Jahre zum Professor für Bildhauerei an die Accademia di Belle Arti in Carrara berufen. Auf der 53. Biennale in Venedig wurde sein Holzfiguren-Ensemble Untitled im italienischen Pavillon ausgestellt.
Demetz lebt mit seiner Frau Anita und den beiden Söhnen in Wolkenstein (lad.: Sëlva), wo er auch in zwei Ateliers mit seinen Mitarbeitern an mehreren Skulpturen gleichzeitig arbeitet.

## Arbeitsweise und einzelne Werke (Auswahl)

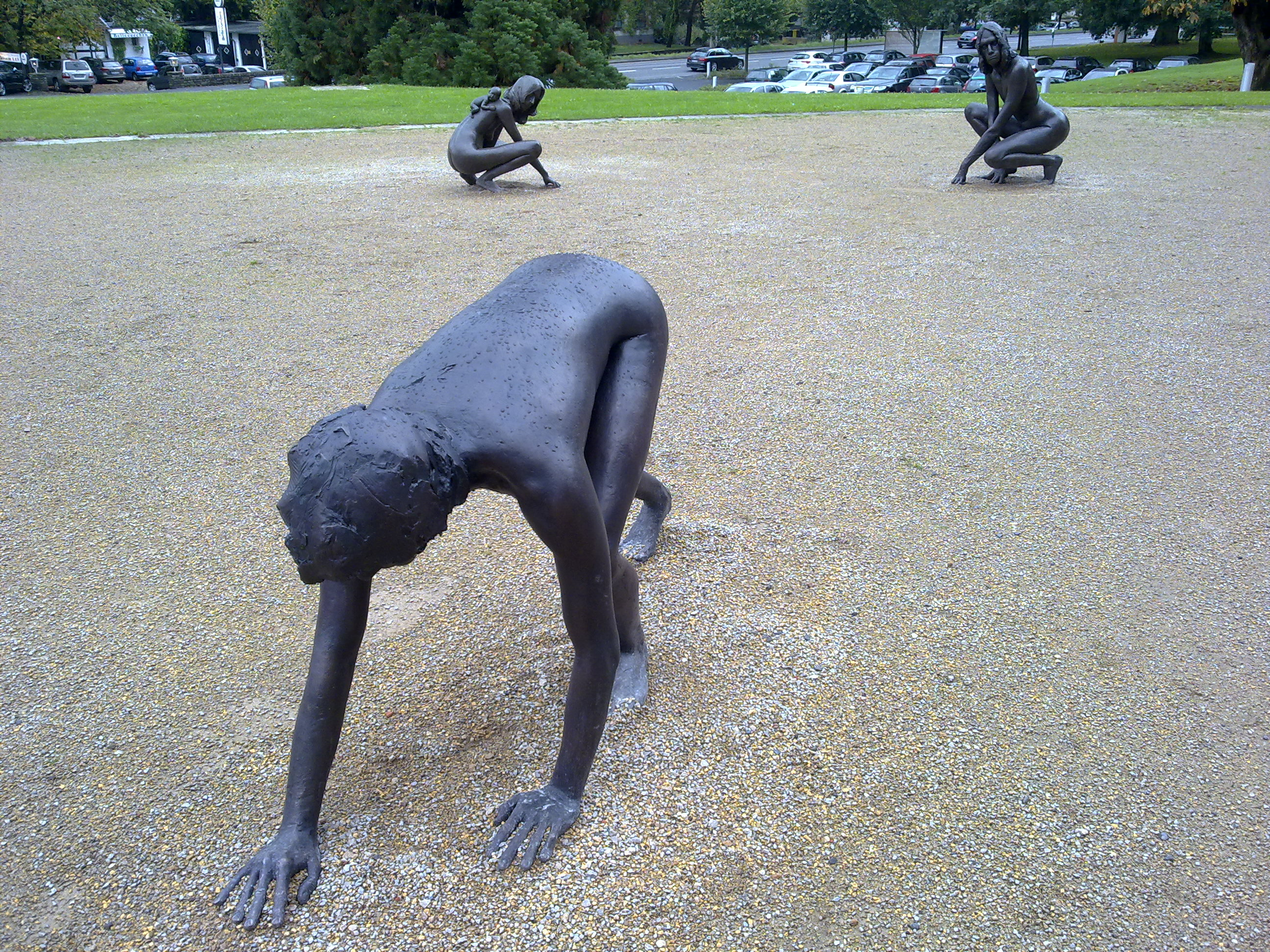
Aron Demetz: Homo Erectus (2010), vor dem Arpmuseum in Rolandseck

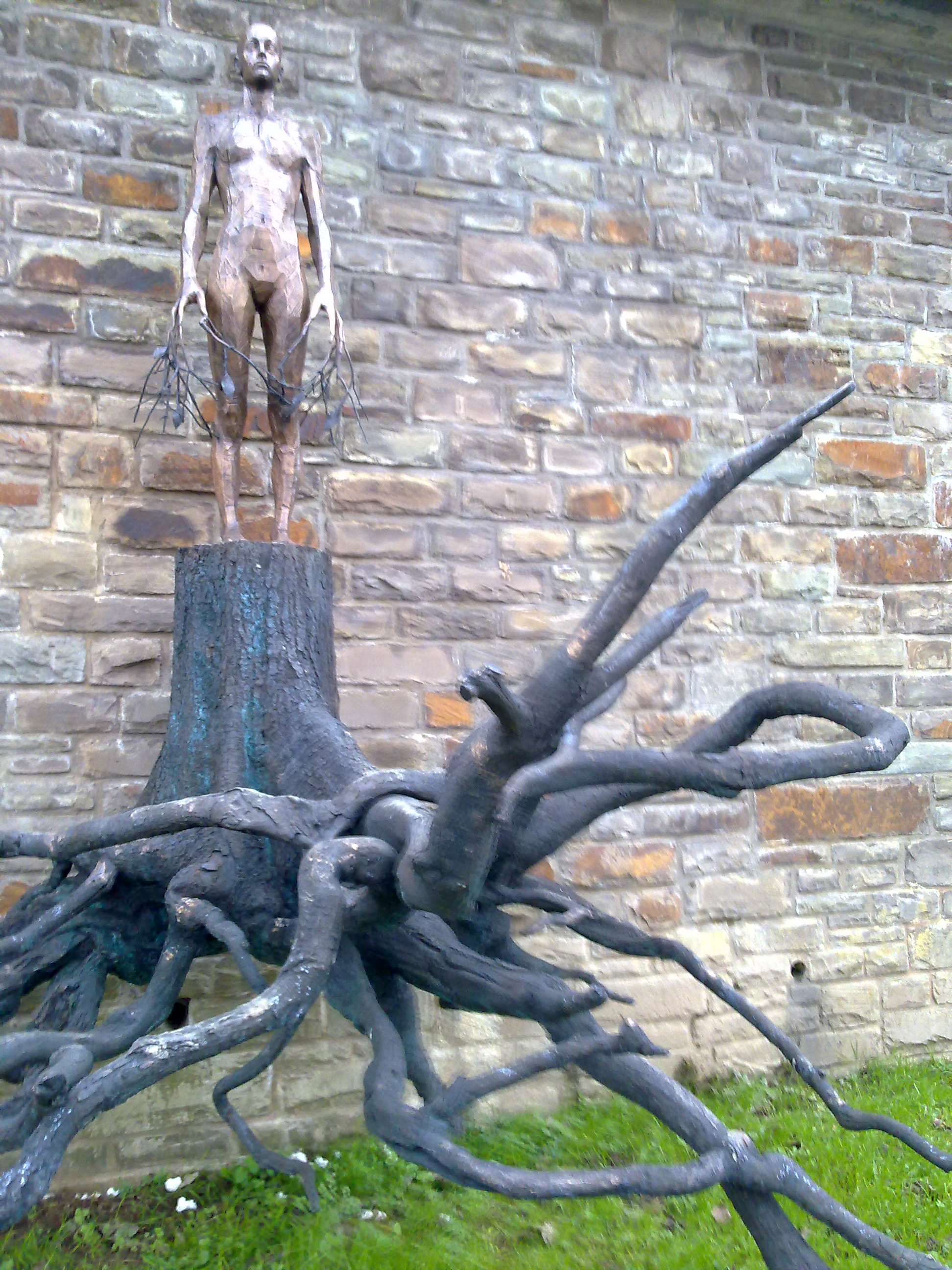
Aron Demetz: Heimat (2014), Skulpturenufer Remagen, Rheinkilometer 635

Das figürlich-naturalistische Œuvre des Künstlers enthält zwar auch einige Bronzeplastiken sowie Arbeiten in Marmor oder Glas; ansonsten jedoch arbeitet Demetz fast ausschließlich mit verschiedenen Holzarten. Bevor Demetz seine Ideen praktisch umsetzt, fertigt er zur Kontrolle immer erst ein miniaturisiertes Modell in Ton/Lehm. Aus Zedern-, Ahorn- oder Nussholzstämmen entstehen anschließend grob mit der Motorsäge bearbeitete Grundformen – oft dient der unterste Teil des Baumstammes auch gleich als Sockel für die lebensgroße Skulptur. Nach diesen Vorarbeiten schält Demetz ihre endgültige Form mit Schlegel und Stechbeitel aus dem Holz heraus.
Falls solche Werkspuren nicht sichtbar bleiben sollen, wird die Oberfläche schließlich noch mit Raspeln und Schleifpapier verfeinert. Mit dieser „Haut“ seiner meist nackten Figuren beginnt für ihn erst die eigentliche Arbeit: Mal wird sie mit im Gebirge selbstgesammeltem Fichtenharz getränkt (wie in Uomo | Donna 2007), bis hin zur Unkenntlichkeit damit eingeschmiert (wie in zahlreichen senza titolo-arbeiten, die in den Folgejahren entstanden) oder auch durch Feuer verkohlt (wie bei Cinder Ella 2011 oder auch den Burning Man-versionen bis 2013, von denen er Bronzeabgüsse machte).
2014 schuf der Holzbildhauer mit Memoridermata eine neunköpfige Figurengruppe, deren glatte Oberflächen partiell mittels einer computergesteuerten Roboter-Fräse „ausgefranst“ wurde (den Chip dazu programmierte Demetz selbst). Allen Figuren gemeinsam ist ein geheimnisvoller Gesichtsausdruck, der sie bisweilen wie lebendige Personen wirken lässt. Demetz setzt sich auf diese Weise intensiv mit dem Themenkreis „Verletzung, Schmerz, Heilung“ auseinander und zeigt dabei sein ganzes handwerkliches Können.
Im selben Jahr entstand Heimat, sein Beitrag zum Skulpturenufer Remagen: die Bronzestatue einer Frau auf einer scheinbar schwebenden, riesigen Baumwurzel. Sie steht in einer Nische der Uferböschung in der Nähe des Rheinkilometers 635.

Manfredi-Gedenkstein (2015), Passeierpromenade in Meran

Im Frühjahr 2015 beteiligte sich Demetz zusammen mit Stephan Balkenhol und Urs Lüthi am Meraner Kunst-Projekt MenschenBilder - Figure Umane, mit welchem Personen ein Denkmal gesetzt werden soll, die in irgendeinem Bezug zur Stadt Meran stehen. Neben Balkenhols Emma (für Emma Hellenstainer) und Lüthis Selbstportrait als Franz Kafka, während er die Novelle „Die Verwandlung“ schrieb war es für Demetz der italienische Dichter und Maler Antonio Manfredi (1912–2001). Auf eine Passage aus dessen Liebesgedicht Annamaria anspielend, setzte er ein vergoldetes Kugelsegment in die Spitze eines scheinbar roh belassenen weißen Marmorblocks aus Carrara.

## Ausstellungen (Auswahl)
(G: Gruppenausstellung, E: Einzelausstellung)
- 1998: Unika, (G), Daetz-Centrum, Lichtenstein/Sachsen
- 2000: Expo 2000, Hannover
- 2001: Christian Höpfner und Schüler, (G), Galerie Flierl, Berlin
- 2003: Simposio di scultura, (G), Toyama (Japan)
- 2004: Iniziazione, (E), ex Chiesa di San Filippo Neri, Rom[6]
- 2005: What is realism?, (E), Albemarle Gallery, London
- 2006: Aron Demetz, (E), Museo Archeologico, Mailand
- 2007: Italiana, (G), Shanghai Art Museum, (VR China)[7]
- 2009: 53. Biennale di Venezia, Venedig
- 2010: Moderne beeldhouwkunst uit Noord-Italië, (G), CODA Museum, Apeldoorn (NL)
- 2011: Solide Fragilità, (E), Villa Bottini, Lucca
- 2012: Advanced Minorities, (E), artdepot Innsbruck
- 2013: Murano><Merano / Glas und zeitgenössische Kunst, (G), im Haus der Sparkasse, Meran
- 2014: I am, (E), Arp Museum Bahnhof Rolandseck
- 2015: SELF: Portraits of Artists in Their Absence, (G) organisiert von Filippo Fossati, Maurizio Pellegrin, und Diana Thompson, National Academy Museum and School, New York, (USA)[8]
- 2016: L´Eco della Cenere, (E), Museo de Arte e Historia de Guanajuato, Mexiko
- 2022: The Milk of Dreams, 59. Biennale di Venezia, Venedig, Italien
- 2022: How do you feel, Melbye-Konan Gallery, Hamburg, Deutschland